# 拉塔孔达·达亚卡尔
拉塔孔达·达亚卡尔（英語：Ratakonda Dayakar，1951年6月28日—），印度前外交官，曾任印度駐約旦大使、印度駐紮伊拉克大使、印度駐越南胡志明市總領事等職務。

## 经历
1951年6月28日，拉塔孔达·达亚卡尔出生于印度泰米尔纳德邦清奈。
1978年至1982年，任印度駐伊拉克大使館書記。1982年至1985年，任印度駐卡塔爾大使館一等祕書。1985年至1988年，任印度外交部海灣國家司處長。1988年至1991年，任印度駐美國大使館新聞和信息參贊參贊。1991年12月至1994年10月，任印度駐胡志明市總領事。1994年至1996年，任印度外交部西亞和北非司以及海灣國家司副司長。1996年至1998年，任印度外交部海灣國家和朝覲事務聯祕。1998年1月至2002年4月，任印度駐伊拉克大使。2002年至2004年，任印度外交部非定居印度人及源自印度人士司聯祕。2004年至2005年，任印度外交部海灣國家司聯祕。2005年至2008年，任印度駐約旦大使。2008年2月26日，被任命爲印度駐瑞典大使，但未到任，該職位最終由巴尔克里什纳·谢蒂接任。2008年至2010年，任印度外交部輔祕。
2010年退休。